# Toaletní papír (Městečko South Park)
Toaletní papír (v anglickém originále Toilet Paper) je třetí díl sedmé řady amerického animovaného televizního seriálu Městečko South Park. Premiéru měl 2. dubna 2003 na americké televizní stanici Comedy Central. 

## Děj
Po tom, co kluci na výtvarce zlobí, nechá je učitelka po škole. Kluci se rozhodnou se jí pomstít a nahází jí na dům toaletní papír. Jenže Kyle začne mít výčitky svědomí a rozhodne se k činu přiznat. Jenže Cartmanovi se to nelíbí a vidí jediné řešení, a to Kylovu vraždu.

## Zajímavosti
- Epizoda je narážkou na film Mlčení jehňátek.